# 降落伞

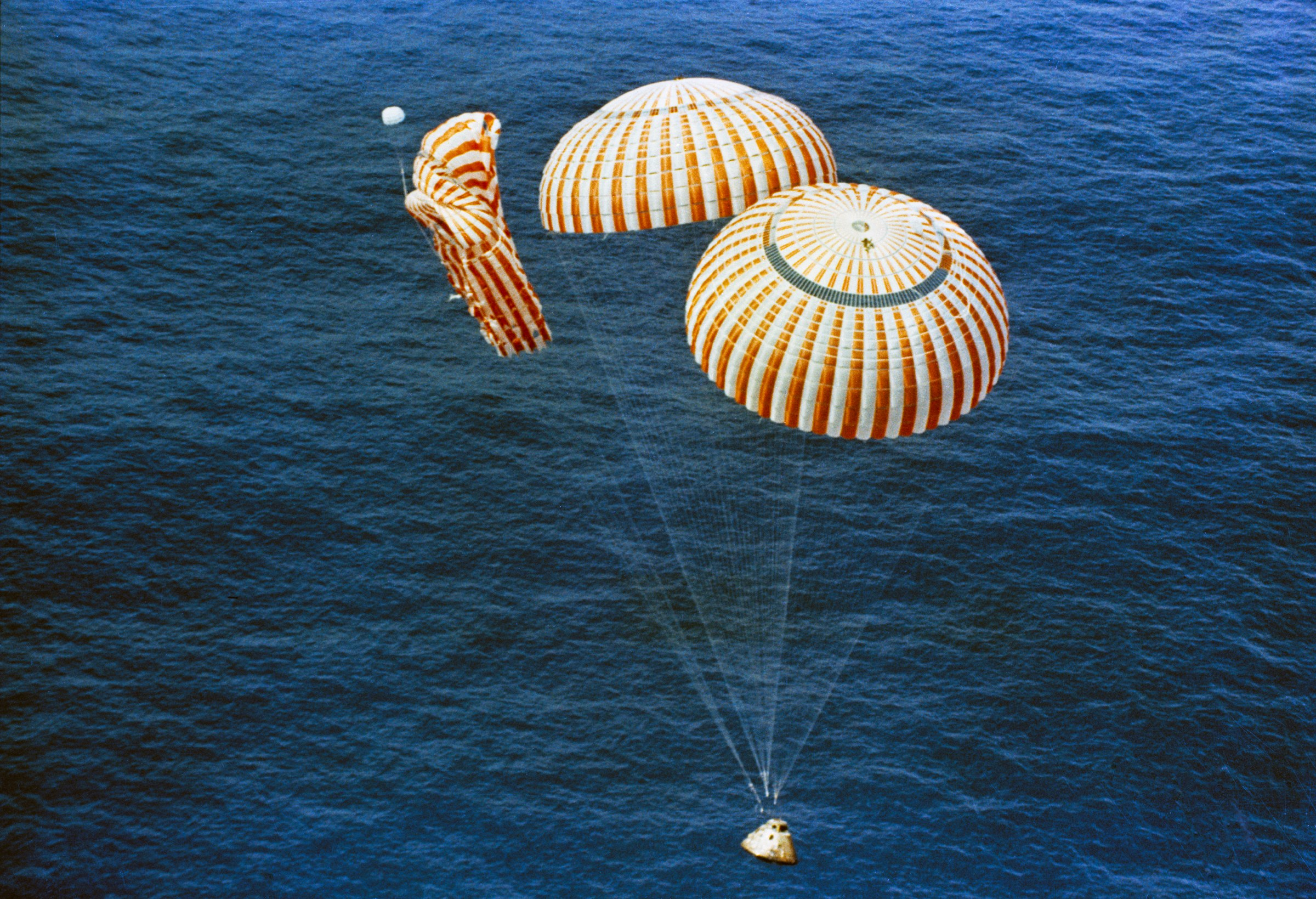
尽管三个降落伞中的一个损坏了，阿波罗15号仍然安全降落在海上。

降落伞（又称保險傘），是指在航空科学中，主要由透气的丝绸织物制成，并可折叠包装在伞包或伞箱内的物品。使用时將降落伞充气展开，能使人或物体（例如：太空船）减速，進而稳定地降落。降落伞通常有一个面积很大的伞盖，可以产生很大的空气阻力。降落伞在軍事方面，是空降兵的重要裝備。下落的人或物体通过绳索与伞盖相连，以此保证在空中下落的人或物体的安全。利用降落伞，人们可以控制下降方向，保证降落地点准确:473。

## 历史

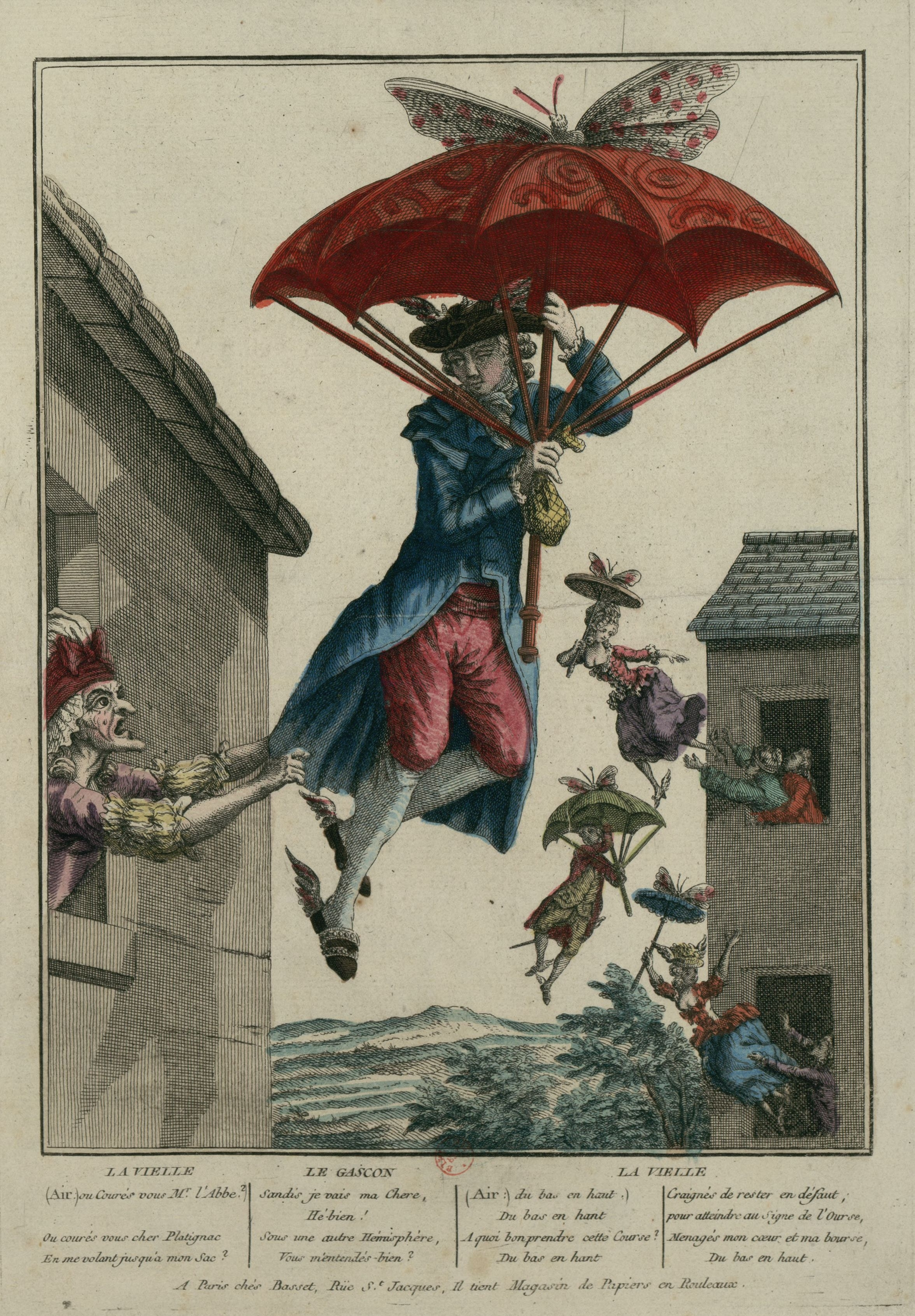
中世紀，法國降落伞

学者认为，降落伞是阿拉伯人在公元9世纪左右发明的。在欧洲中世紀時期亦有类似降落伞的工具的記載。
在1178年亦有伊斯蘭教徒从高楼跳下來，但重傷而亡。1485年，達文西在米蘭畫下了降落傘的草圖，设计了降落傘的初步形象。1617年克羅地亞的發明家Faust Vrančić根據達文西的降落傘草圖製作了成品，并进行了降落實驗。
1783年，法國人路易-塞巴斯蒂安·雷诺曼研製了新型的降落傘:473。1785年，讓-皮埃爾·布蘭查德使用降落傘從熱氣球上安全跃下。
隨后，人们在降落傘的框架上面铺設了用麻布製作的東西，增大空气阻力，从而減低了降落伞的危險性。1790年代，有人用更輕的絲製品試製了降落傘。1797年，安德烈-雅克·加纳林用新的絲製降落傘進行了降落试验。随后，加纳林又設計了為降落傘排氣口增加穩定性的降落伞。
1912年3月1日，美國陸軍上尉亞拉伯·貝利在密蘇里州進行了來自飛機降落傘的測試。
1913年，Štefan Banič第一次取得現代降落傘的專利權。

## 組成部分
- 傘衣
- 引導傘
- 傘繩
- 背帶系統
- 開傘配件
- 傘包
- 尼龍

## 用途
- 於空难时拯救飞行员的性命
- 保持飞机的稳定性（控制構型載具）
- 降低飞机着陆时的速度
- 在空中回收飞行器
- 傘兵空降以進行軍事任務（如敵後突襲、偷襲等）

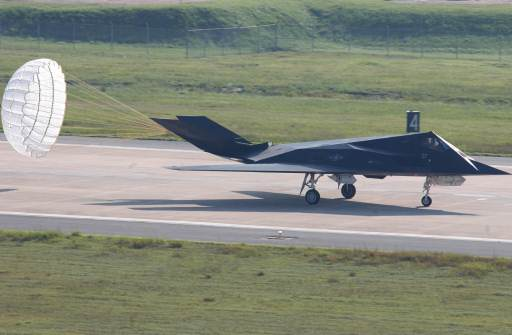
飛機用減速傘

- 投放武器弹药（如炸弹、照明弹）

- 災難發生時空投物資
- 一種現代娱乐活动

## 分類

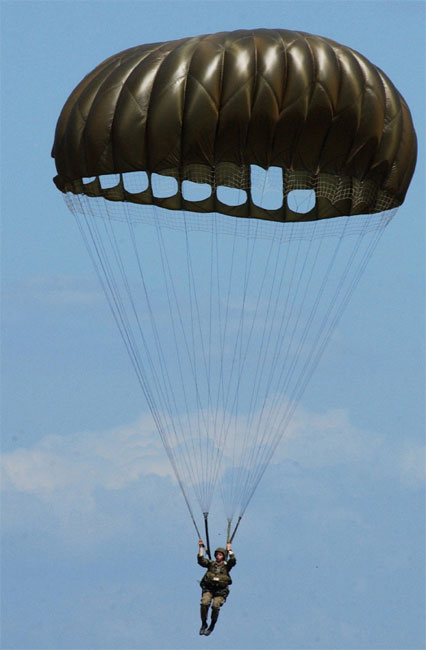
軍事降落伞

### 人用伞
人用伞主要分為救生伞、伞兵傘、教练傘、运动伞、备份伞:473。还有滑翔伞。
- 美軍[5]
  - T-7降落傘
  - T-10降落傘（英语：T-10 parachute）
  - T-11降落傘（英语：T-11 parachute）
  - MC1-1C降落傘

- 日本陸上自衛隊(JGSDF)
  - 60式降落傘（日语：60式空挺傘）
  - 696MI降落傘（日语：696MI (パラシュート)）

### 阻力伞
阻力伞主要分為胸式伞、背式伞、坐式伞、阻力伞（减速伞）。

### 物用伞
物用伞主要分為投物伞、航弹伞、回收伞:473。

### 特种用途伞
特种用途伞主要分為反尾旋伞、水下用伞、稳定伞、布雷伞。